# David (Panama)
Pour les articles homonymes, voir David.
San José de David, ou plus simplement David est une ville de taille moyenne située au sud-ouest du Panama à proximité de la route panaméricaine.

## Présentation
Elle est la capitale de la province de Chiriquí. Sa population est estimée à 89 442 habitants, en 2010.

## Géographie
La ville est traversée par le rio David et le rio Majagua.

## Origine du nom
Le nom de « David » a été donné par les conversos qui sont arrivés lors de leurs premiers voyages en Amérique après l'Inquisition et la christianisation forcée initiée en Espagne, selon des rapports recueillis à partir de divers documents.

## Historique
David est fondée en 1602 par Juan López de Sequeira, sur les rives de la rivière David (également appelée Risacua).
San José de David (nom officiel) est la troisième aire urbaine du Panama. Elle concentre les activités commerciales de la province de Chiriqui, qui sont principalement tournées vers l'agriculture et l'élevage. Elle sert également de port pour les importations et les exportations avec le Costa Rica voisin. Elle est reliée au reste du pays par la Route panaméricaine, et l'aéroport Enrique Malek.
L'Estadio Kenny Serracin, enceinte de 10 000 places, accueille les rencontres du club local de baseball du CB Chiriqui, champion national onze fois entre 1978 et 2004.

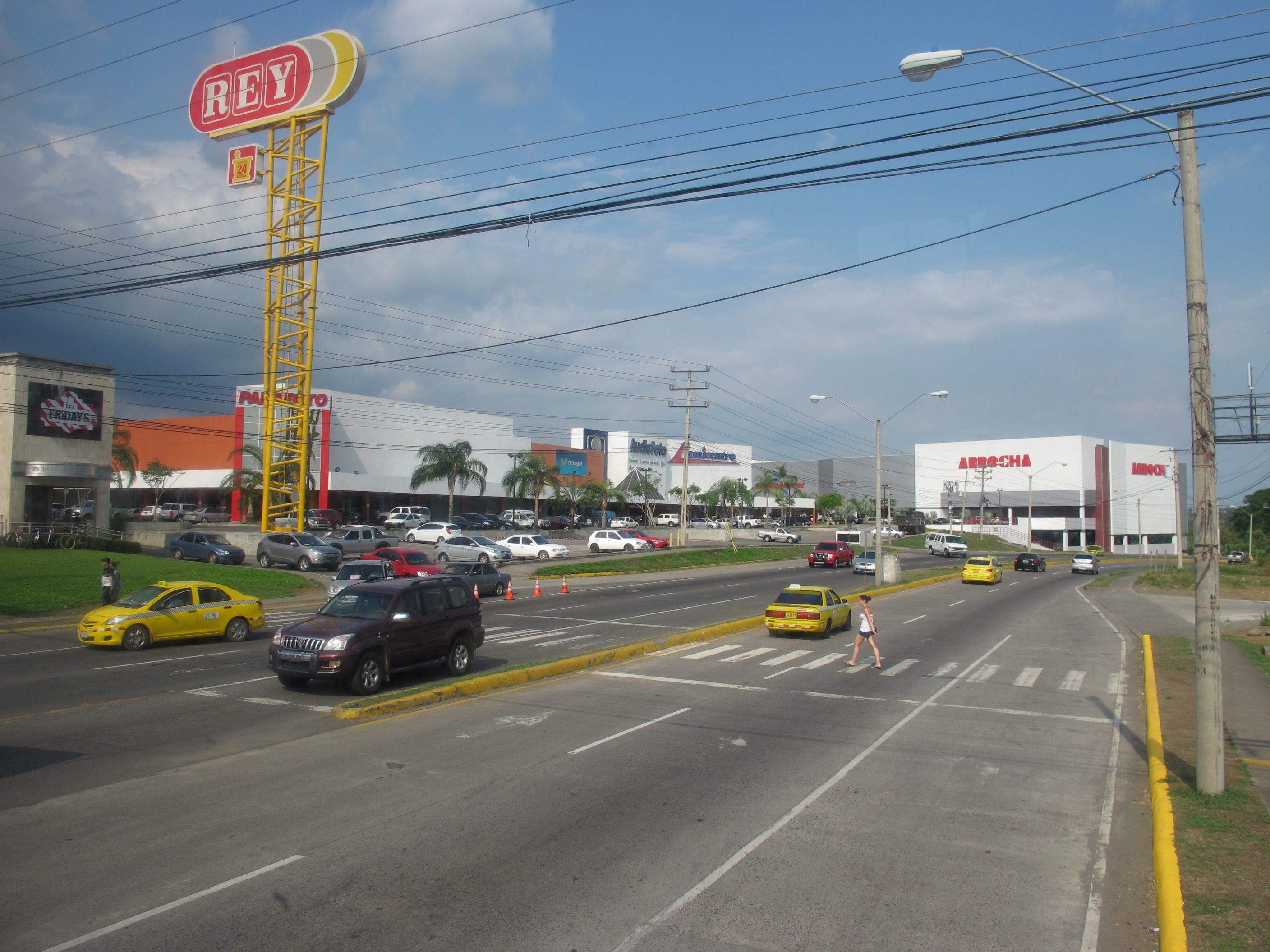
Route panaméricaine à David

## Personnalités
- José Raúl Mulino (1959- ) président du Panama y est né.
- José Domingo de Obaldía (1845-1910), 2e président de la République de Panama y est né.